# Felice di Nola (presbitero)
Felice, detto anche in Pincis (Nola, III secolo – Nola, 14 gennaio 313), fu un sacerdote cristiano, venerato dalla Chiesa cattolica come santo e ritenuto miroblita. Da non confondere con san Felice di Nola, vescovo del I secolo.

## Agiografia
Le poche notizie circa la sua esistenza ci vengono fornite da San Paolino di Nola nei suoi carmi natalizi, scritti dal 395 al 409 raccogliendo per iscritto la tradizione orale appresa nel territorio nolano.
Secondo San Paolino, Felice nacque a Nola nella seconda metà del III secolo, figlio di un ricco siro trasferitosi in Italia per lavoro. Divenne sacerdote e stretto collaboratore di Massimo, all'epoca vescovo di Nola. Fu imprigionato e torturato nel corso delle persecuzioni cristiane. La tradizione vuole che fu un angelo a liberarlo e che prestò le cure al malato vescovo Massimo che intanto si era rifugiato in un luogo segreto. Quando ricominciarono le persecuzioni, Felice sfuggì alla cattura rifugiandosi all'interno di una cisterna. Nel 313 fece ritorno a Nola, dove rifiutò l'episcopato e trascorse il resto dei suoi giorni in povertà, accettando serenamente enormi sofferenze, tanto da meritare l'appellativo di "martire" pur senza aver versato il proprio sangue.

## Il culto
Il Martirologio romano fissa la memoria liturgica il 14 gennaio.
Nonostante San Felice non sia stato ucciso, è stato riconosciuto come Martire dalla Chiesa per le numerose sofferenze affrontate in vita. Il suo corpo è seppellito presso le Basiliche paleocristiane di Cimitile. La sua tomba fu detta Ara Veritatis, perché gli si attribuiva particolare efficacia contro la falsa testimonianza.

## I festeggiamenti a Cimitile
Al santo patrono "Felice" vengono dedicati solenni festeggiamenti che richiamano una gran folla di persone. Il 5 gennaio inizio del novenario predicato: è caratterizzato da una breve processione per il centro storico del paese a' sagliut'e san Felice che rievoca la salita della statua (situata nella basilica maggiore di San Felice in Pincis) in parrocchia. La sera del 13 gennaio i bambini di III, IV e V elementare cantano durante la celebrazione eucaristica in chiesa. Dopo la Messa serale, anche gli adulti hanno la possibilità di cantare l'inno di San Felice nelle basiliche paleocristiane dove ha inizio una fiaccolata che si conclude in parrocchia per la veglia.
Ma i festeggiamenti da tutti più attesi avvengono il 14 gennaio di ogni anno. Fin dal primo mattino i rintocchi delle campane annunciano il giorno di festa con grande emozione nel cuore del popolo cimitilese, già desto dalle ore 4.00 per le note gioiose della banda musicale che percorre le vie del paese, accompagnata dagli spari di petardi nella tradizionale "DIANA" in gergo detta a' rian’ che rievoca l'arrivo dei pellegrini da ogni parte della Campania e non solo. Alle 6.00 la prima messa annunciata dal suono dell'antica campana usata solo in questa occasione, alla messa delle 6.00 segue quella delle 7.00, delle 8.00 e quella delle 9.00 celebrata generalmente da un vescovo.
Verso le 10.00 tutto è pronto per la processione che si avvia e si snoda per le strade del paese, tra la folla, mentre si innalzano le note di un inno cantato dai bambini.
E la festa continua la prima domenica, dopo otto giorni dal 14, la cosiddetta "ottava". È un intero giorno che viene dedicato a San Felice portandolo in tutte le strade e vicoli dove hanno luogo spettacoli di fuochi pirotecnici che vengono sparati per salutare il Santo.